# Peter Marhofer

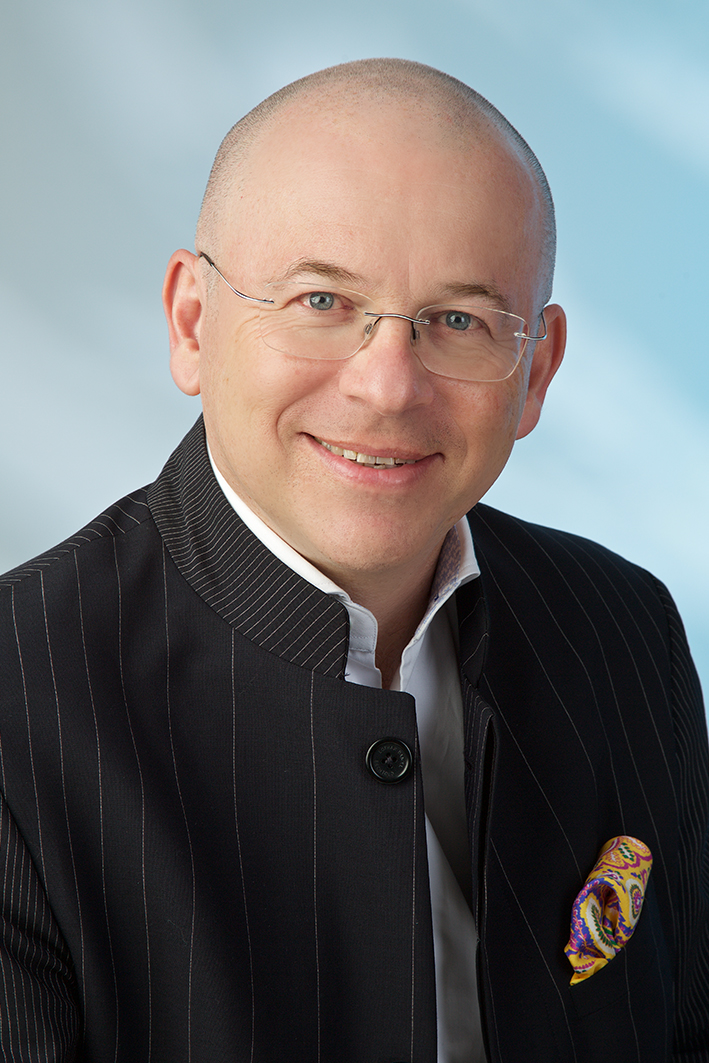
Peter Marhofer (2020)

Peter Marhofer (* 10. Mai 1964 in Wien) ist ein österreichischer Anästhesist und Intensivmediziner.

## Akademische Laufbahn
Marhofer absolvierte sein Medizinstudium an der Medizinischen Fakultät der Universität Wien, das er 1991 abschloss. Von 1994 bis 1999 war er Assistenzarzt für Anästhesie und Intensivmedizin an der Medizinischen Universität Wien. 2000 habilitierte Marhofer in Anästhesie und Intensivmedizin. Im selben Jahr wurde er zum außerordentlichen Professor für Anästhesie, allgemeine Intensivmedizin und Schmerztherapie an der Medizinischen Universität Wien ernannt. Im Jahr 2003 wurde er Leiter des Bereichs Kinderanästhesie und Intensivmedizin an der Klinischen Abteilung für Anästhesie und Intensivmedizin der Medizinischen Universität Wien.
Seit 2005 hatte er ebenfalls verschiedene Gastprofessuren im Ausland inne. 2016 erhielt er den Berufstitel Universitätsprofessor. Bis Januar 2021 war Marhofer Leiter der Kinderanästhesie der Medizinischen Universität Wien, danach war er von 2021 bis 2022 Vorstand der Abteilung Anästhesie und Intensivmedizin am Orthopädischen Spital Speising in Wien. Seit Jänner 2023 ist er wieder Leiter der Kinderanästhesie der Medizinischen Universität Wien.

## Forschung und Wissenschaftlicher Beitrag
Die Fachgebiete von Marhofer sind pädiatrische Anästhesie, Regionalanästhesie, Kinderregionalanästhesie und Ultraschall bei Regionalanästhesie. Von 2010 bis 2020 leitete und ab 2023 leitet er erneut die Forschungsgruppe „Regionalanästhesie/Kinderanästhesie“ an der Medizinischen Universität Wien.
Marhofer betreibt besonders im Bereich Kinderregionalanästhesie intensive Forschung. Ein besonderer Schwerpunkt seiner Arbeit liegt hierbei auch auf der Neubeschreibung kinderregionalanästhesiologischer Verfahren mit Ultraschall. Er wirkte u. a. an einem wissenschaftlichen Projekt mit, bei dem Kindern vor einer Operation auf spielerische Art als Narkosevorbereitung die Angst und den Trennungsschmerz von den Eltern gemindert werden soll.
Gemeinsam mit seinem Kollegen Stephan Kapral war Marhofer maßgeblich an der Entwicklung der Ultraschallgezielten Regionalanästhesie beteiligt. Hierbei werden mittels Ultraschall die richtigen Nerven für die Regionalanästhesie gefunden. Die Methode verringert das Narkose-Risiko bei Operationen, besonders in der Unfallchirurgie oder bei Patienten mit erhöhtem Narkose-Risiko. Der Patient ist durch dieses Vorgehen während und nach der Operation schmerzfrei. Die Methode wird mittlerweile auch bei Kindern angewendet.
Am 26. Juni 2025 erhielt Marhofer das Österreichische Ehrenkreuz für Wissenschaft und Kunst.
Marhofer hat einen H-Index von 62.

## Weitere Aktivitäten
- 2007: Gastprofessur an der Mayo Clinic in Rochester[1]
- 2007: Gastprofessur an der Duke's University in Raleigh[1]
- 2007–2019: Mitglied des Editorial-Board des British Journal of Anaesthesia[1][17]
- 2008: Gastprofessur an der Harvard Medical School in Boston[1]
- 2008: Gastprofessur an der König-Saud-Universität in Riad[1]
- 2012: Gastprofessur an der Vanderbilt University in Nashville[1]
- 2015: Gastprofessur an der Stanford University in San Francisco[1]
- 2015: Gastprofessur am KK Women’s and Children’s Hospital in Singapur[1]

## Mitgliedschaften
- Österreichischen Gesellschaft für Anästhesiologie, Reanimation und Intensivmedizin (ÖGARI)[18]
- European Society of Regional Anaesthesia (ESRA)[19]
- Europäische Fachgesellschaft für Anästhesiologie und Intensivpflege (ESAIC)

## Publikationen
Monographien:
- Ultrasound guidance for nerve blocks: Principles and practical implementation. Oxford University Press, 2008. ISBN 978-0-19-956392-0.
- Ultrasound guidance in regional Anaesthesia: Principles and practical implementation. Zweite Ausgabe. Oxford University Press, 2010. ISBN 978-0-19-958735-3.
- Fundamentals of regional Anaesthesia with ultrasound navigation. Principles and practice. Zweite Ausgabe, russische Übersetzung. Oxford University Press, 2014.
- Mit Lukas Kirchmair und Wolfgang Voelkel: Moderne Techniken zur Regionalanästhesie der oberen Extremität. Uni-Met Verlag, 2016. ISBN 978-3-8374-2361-7.

Sammelbände:
- Beitrag von zwei Kapiteln in: Musculosceletal Ultrasound for regional Anaesthesia and pain medicine. Zweite Ausgabe. Hrsg.: Manoj Kumar Karmakar (The Chinese University of Hong Kong).
- Mit Stephan. Kapral und Michael Zimpfer: Abdominelle Beteiligung beim Polytrauma. In: AINS, erste Ausgabe, Band 2. Georg-Thieme-Verlag, 2000. S. 1221–1225.
- Mit Stephan Kapral und Michael Zimpfer: Wirbelsäulen- und Beckenringverletzungen beim Polytrauma. In: AINS, erste Ausgabe, Band 2. Georg-Thieme-Verlag, 2000. S. 1225–1227.
- Mit Van Aken, Reinhart, Michael Zimpfer und Welte: Verletzungen der Organsysteme im Rahmen des Polytraumas. In: Intensivmedizin, 2. überarbeitete Auflage. Georg-Thieme-Verlag Stuttgart/New York, 2006.
- Ultrasound guided peripheral regional Anaesthesia in children. In: New York School of regional Anaesthesia: Textbook of regional Anaesthesia and acute pain management. S. 673–694.
- Three-in-one-block. In: New York School of regional Anaesthesia: Textbook of regional Anaesthesia and acute pain management. S. 509–516.
- Periphere Nervenblockaden bei Kindern. In: Ultraschall in der Anästhesie. Deutscher Ärzteverlag.
- Regional Anaesthesia. In: Hatch and Summer's paediatric Anaesthesia. 3. Ausgabe.
- Regional Anaesthesia: Principles of localization using ultrasound techniques. In: Pediatric Anaesthesia: Basic principles - State of the Art - Future. S. 757–767.

Fachartikel:
- Fachartikel von Peter Marhofer auf Google Scholar
- Fachartikel von Peter Marhofer auf Scopus
- Fachartikel von Peter Marhofer auf ResearchGate

DVDs:
- Ultrasound guided Regional Anaesthesia. Erste Ausgabe.